# A Match and Some Gasoline
A Match and Some Gasoline è un album in studio del gruppo musicale statunitense The Suicide Machines, pubblicato nel 2003.

## Tracce
1. Burning in the Aftermath – 1:36
2. Did You Ever Get a Feeling of Dread? – 1:40
3. Keep it a Crime – 1:04
4. High Anxiety – 2:01
5. Your Silence – 2:51
6. The Change – 1:38
7. Invisible Government – 0:52
8. One More Time – 2:04
9. Beat My Head Against the Wall – 1:18
10. Seized Up – 3:38
11. Split the Time – 1:58
12. Kaleidoscope – 2:05
13. Politics of Humanity / The Floating World – 8:55

## Formazione
Gruppo
- Jason Navarro – voce
- Dan Lukacinsky – chitarra, cori
- Rich Tschirhart – basso, cori
- Ryan Vandeberghe – batteria

Altri musicisti
- Peter Knudson – percussioni (in Split the Time e Kaleidoscope)